# GEO600

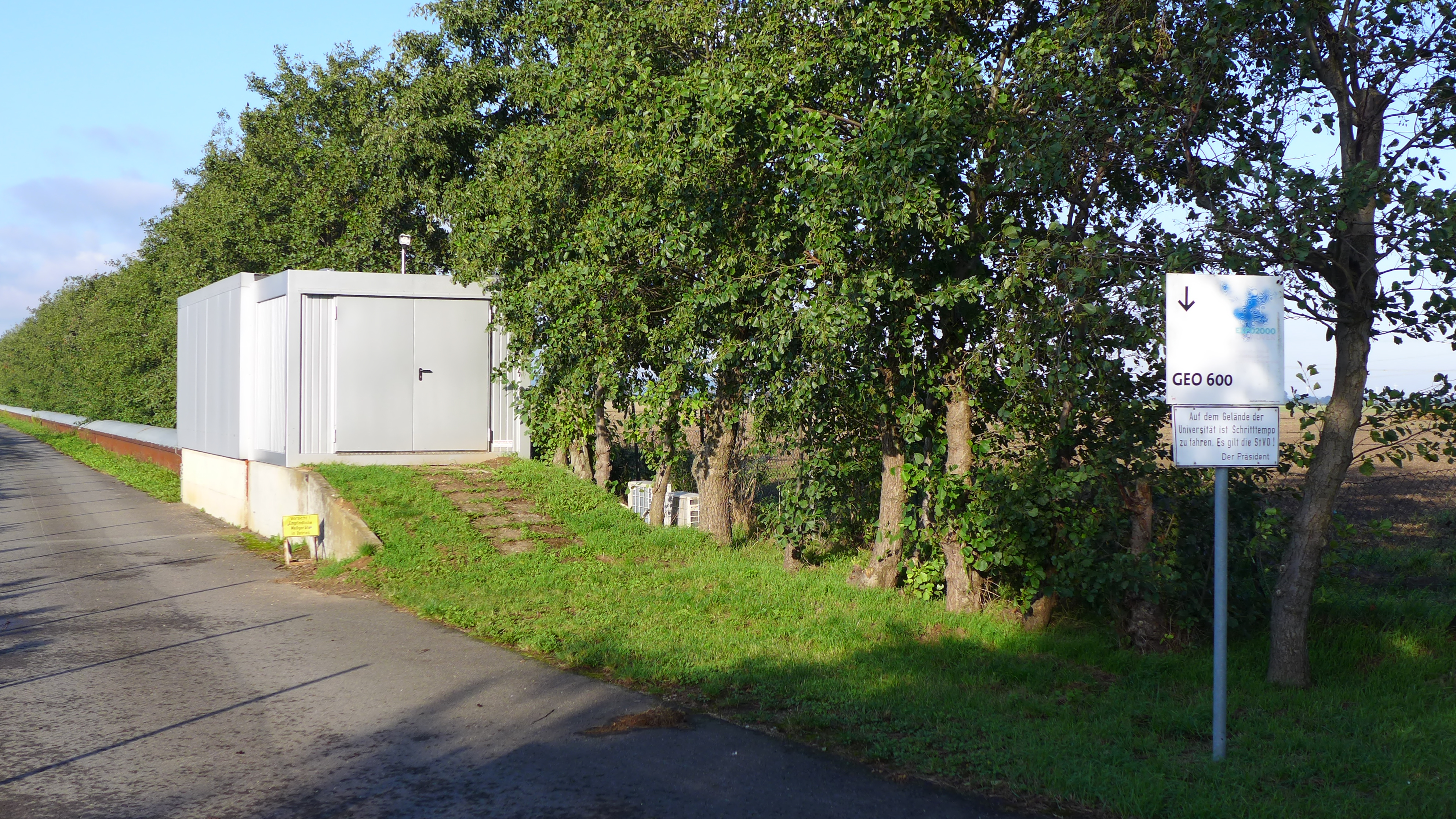
GEO600 – część ramienia wschodniego

GEO600 – detektor fal grawitacyjnych, bazujący na zasadzie interferometru Michelsona. Zbudowany w roku 1995 z inicjatywy Instytutu Maxa Plancka, wydziału fizyki grawitacji (Instytut Alberta Einsteina), przy współpracy z Uniwersytetem w Hanowerze, Uniwersytetem w Cardiff oraz Uniwersytetem w Glasgow. Budżet wyniósł 6 milionów euro.
Liczba 600 w nazwie detektora pochodzi od długości jego ramion, liczących 600 m każde (dla porównania detektor LIGO ma ramiona o długości 4 km, a VIRGO – 3 km każde).
Detektor znajduje się we wsi Ruthe w Niemczech (niedaleko Sarstedt, na północ od Hanoweru).

## Zasada działania
Za pomocą interferometru można określić zmianę długości jednego ramienia względem do drugiego. Przemieszczająca się fala grawitacyjna powinna wywołać charakterystyczne zaburzenie różnicy długości ramion i tym samym ukazać swoje istnienie.

## Dane techniczne
- Rura próżniowa:
  - długość 2 × 600 m
  - przekrój 60 cm
  - grubość 0,8 mm
- Próżnia: ciśnienie < {\displaystyle 10^{-8}} mbar (UHV)
- Laser: pompowany diodowo Nd:YAG o długości fali 1064 nm
- Moc lasera: 10 W mocy wyjściowej (Tryb jednomodowy)
- Wzmocnienie mocy: do 10 kW
- Wzmocnienie sygnału: do 100x
- Optyka: Lustra kwarcowe o przekroju 25 cm
- Zakres częstotliwości: 50 Hz do 2 kHz
  - Szerokość pasma: 60 Hz do 1 kHz
- Czułość względna: {\displaystyle 10^{-21}} dla sygnałów impulsowych